# Slaget om Wismar
Slaget ved Wismar fandt sted i 1675 først i den Skånske krig. En dansk hær under ledelse af Christian 5. gennemførte et præventivt angreb på svenske besiddelser i Slesvig og Mecklenburg for at fjerne risikoen for et svensk angreb herfra. Som et led heri gennemførtes angreb på den svenske fæstning i Wismar.

## Baggrund
Den danske konge sukkede efter en mulighed for at revanchere nederlagene fra 1643-45 og 1657-58, og med Skånske Krig 1675-79 gjordes forsøget. Men før man kunne krydse Øresund og generobre Skåne, Halland og Blekinge, var det nødvendigt at sikre ryggen. Svenske besiddelser i Nordtyskland, som fæstningsbyerne Stralsund og Wismar m.fl., var som en dolk i ryggen på Danmark, og først når disse var nedkæmpet, kunne en invasion af Skåne foretages.

## Belejringen
De danske styrker ankom den 21. oktober og påbegyndte en belejring af Wismar, som på den tid var Nordeuropas stærkeste fæstningsværk. Alene terrænforholdende gjorde vilkårene svære for en angriber. Fæstningen var på tre sider omgivet af lave og fugtige områder og en havn med et havneindløb på den fjerde. I starten forsøgte danskerne at nedkæmpe forsvaret ved artilleribeskydning på stor afstand, men virkningen var ringe og artilleriet blev flyttet nærmere fæstningen. Den 5. november åbnede det danske artilleri ild mod havneindløbet. Her kom orlogsskibet Falken under beskydning og for at undgå at det blev ødelagt forsøgte svenskerne at bringe det uden for det danske artilleris rækkevidde. Skibet løb imidlertid på grund og blev snart erobret af danskerne.
Danskerne anlagde løbegrave for at komme frem til fæstningen men disse blev ofte oversvømmet. Dette førte i det rå og kolde vejr til mange syge på den danske side og i begyndelsen af december var under halvdelen af den danske infanteristyrke under våben. Svenskerne gjorde også flere udfald mod belejringsstyrkerne. D. 30 november havde et sådant udfald, bestående af 200 svenskere, ved Mecklenburgporten, held til at overraske besætningen i den nærliggende danske løbegrav. Dette førte til en kamp, hvor løbegravens besætning mistede mange folk, før forstærkninger nåede frem og kastede angriberne tilbage. For at støtte belejringsarbejdet lagde det danske artilleri en konstant ild over de svenske forsvarsanlæg, som med tiden førte til ødelæggelser på porte, bymur og på selve kastellet Carolusburg. Svenskerne forsøgte om natten at udbedre de skader der var blevet forvoldt i løbet af dagen. Angriberne havde imidlertid tiden imod sig idet vinteren snart ville umuliggøre en fortsat belejring og arbejdet blev fremskyndet således at 900 soldater dagligt deltog i arbejdet i løbegravene.

## Stormen
Den 13. december gennemførtes stormen. Angrebsstyrken talte 3.400 mand fordelt i kolonner mod flere angrebsmål, herunder 1.350 mand samlet i tre angrebskolonner med en reserve, som skulle indsættes mod citadellet Carolusburg. Vejret var elendigt med regn og sne som fortsatte under hele angrebet. Et par angreb mod nogle af skanserne blev afslået efter voldsomme kampe, men hen på formiddagen lykkedes det at trænge ind i Carolusburg, som snart efter var erobret. Efter yderligere fem timers kamp overgav svenskerne sig. Den svenske øverstbefalende Carl Gustaf Wrangel indledte forhandlinger da han erkendte at borgerne på bymuren var begyndt at vifte med den hvide fane, som konsekvens af Carolusburgs erobring. Den svenske garnison fik fri afmarch med våben til Stralsund, hvorimod kanoner og krigsmateriel skulle efterlades.
Samme dag blev et svensk undsætningsforsøg med 3000 mand, under grev Otto Wilhelm von Königsmarck, afværget i en kamp ved Ribnitz-Damgarten. Det svenske korps var marcheret ud fra Stralsund og var gået imod Damgarten, men efterretningerne nåede hurtigt det danske hovedkvarter. Christian 5. afsendte en dansk styrke på 3000 ryttere under Carl Arenstorff, som sydvest for Ribnitz-Damgarten forenedes med 1300 Brandenburgere under prinsen af Hessen-Homburg. Det svenske korps blev overfaldet ved Ribnitz-Damgarten med det resultat at mange svenskere blev dræbt og mere end 300 svenskere taget til fange.
De samlede tab på begge sider er ukendte, men skønnes at være store. En vigtig forudsætning for at belejringen blev en dansk succes var det danske søherredømme, der forhindrede svenskerne i et bringe forstærkninger og forsyninger til byen. Sammen med allierede styrker havde danskerne i løbet af efteråret erobret de vigtigste svenske støttepunkter i Nordtyskland. Da denne kampagne nu var veloverstået var den danske felthær frigjort til nye opgaver og dermed kunne en invasionen af Skåne indledes.